# Jajoji
Ljudstvo Jajoj (弥生人 »Jajoj-džin«) je oznaka za ljudi, ki so živeli na ozemlju današnje Japonske v obdobju Jajoj. Dejansko gre za tri ločene skupine, ki so v starem veku živele na Japonskem otočju, ožje gledano pomeni izraz ljudstvo Jajoj samo prve:
1. ljudje, ki so prišli na Japonsko otočje z Evrazije (celinska Kitajska, Korejski polotok) in se pomešali z domorodnimi Džomonci, pri čemer je nastala nova kultura njihovih skupnih potomcev,
2. ljudstvo Džomon, ki je sprejelo prišleke Jajoj,
3. ljudje, rojeni z mešanje prve in druge skupine ter njihovi potomci.

## Morfološke značilnosti
Ljudstvo Jajoj spada v skupino neo-Mongoloidov. Orbita nosu je bolj ploska, dno in vrh nosa pa sta zaokrožena. Njihovi zobje so večji od zob Džomoncev. Povprečno so visoki 162-163 cm, višji od Džomoncev.

## Poreklo
Obstaja več hipotez o poreklu ljudstva Jajoj. Po najbolj priljubljeni teoriji so ljudstvo, ki je prineslo namakalno vzgajanje riža s Korejskega polotoka ali iz južne Kitajske nekje ob reki Jangce. Druga teorija pravi, da izvirajo iz današnjega Primorskega kraja v Rusiji ali severnega dela Korejskega polotoka, predvsem zaradi podobnosti med ostanki kosti in lončevino na teh območjih. Tudi teorija, da izvira ljudstvo Jajoj iz več virov, je zelo vplivna.